# Qi Benyu
Dans ce nom chinois, le nom de famille, Qi, précède le nom personnel.
Qi Benyu, né en 1931 à Weihai et mort le 20 avril 2016 à Shanghaï, est un propagandiste et théoricien chinois, parmi les plus radicaux de la fraction maoïste durant la révolution culturelle. Il est éliminé de la scène politique en février 1968.

## Biographie
Il est né en 1931 à Weihai (province de Shandong) et mort le 20 avril 2016 à Shanghaï. Qi Benyu fut membre du groupe de la révolution culturelle, chef du département Xinfang et vice-président du Bureau du Comité central du Parti communiste chinois. En juillet 1966, il prend le parti de la faction des rebelles de l’université de Qinghua contre les proches de  Wang Guangmei, la femme de Liu Shaoqi. En dehors du parti, il a également agi en tant que chef du département d'histoire de la revue Red Flag. Qi Benyu porte le 1er avril 1967 la première attaque contre Liu Shaoqi, dans l'article « Patriotisme ou trahison » du Quotidien du Peuple. Il apparait ainsi comme membre du Groupe de la révolution culturelle. Puis il soutient les critiques de Yao Dengshan contre le ministre des Affaires étrangères Chen Yi et celles de Wang Li contre une partie de la haute hiérarchie de l'armée. Il est à son tour critiqué et épuré avec d'autres meneurs radicaux. Jiang Qing, la femme de Mao, se désolidarise de lui,.
En 1968, il est accusé d'avoir dirigé les assauts contre Zhou Enlai et l’armée et de rassembler des documents compromettant sur Jiang Qing. Il est arrêté et perd toutes ses anciennes responsabilités.